# Grandpa Jones
Grandpa Jones (* 20. Oktober 1913 als Louis Marshall Jones in Niagara, Kentucky; † 19. Februar 1998) war ein US-amerikanischer Country-Musiker.

## Leben

### Anfänge
Louis Marshall Jones entstammte einer armen Familie, die in den Industrieregionen Kentuckys lebte. Von Eltern und Großeltern beeinflusst, begann er schon in frühen Jahren zu musizieren. Mit 18 Jahren trat er erstmals im Radio auf. In Chicago schloss er sich der Begleitband Bradley Kincaids an. Hier erhielt er im Alter von 22 Jahren den Spitznamen „Grandpa“, angeblich wegen seiner berüchtigten frühmorgendlichen Unpässlichkeit. Jones fand Gefallen an diesem Namen und machte ihn zu seinem Markenzeichen. Von nun an bestritt er sämtliche Auftritte in altmodischen Kleidern und mit angeklebtem Schnurrbart.

### Karriere
Gemeinsam mit Kincaid und später als Solist verdiente Grandpa Jones seinen Lebensunterhalt vorwiegend in Radioshows; Schallplatten wurden in diesen Jahren nicht produziert. In dieser Zeit brachte er sich das Banjospielen bei. Er blieb diesem Instrument sein Leben lang treu, auch über Zeiten hinweg, als das Banjo fast völlig aus der Country-Musik verschwunden war. Bald gehörte er zu den führenden Instrumentalisten der Country-Szene. Anfang der 1940er Jahre tat er sich mit Merle Travis und den Delmore Brothers zum Quartett Brown's Ferry Four zusammen.
Der Ausbruch des Zweiten Weltkriegs unterbrach zunächst seine Karriere. Jones verbrachte zwei Jahre als GI in Deutschland, wo er die Gruppe Munich Mountaineers gründete. 1946 schloss er mit dem King-Label seinen ersten Schallplattenvertrag ab. Wenig später wurde mit Mountain Dew ein mittlerer Hit produziert. Im gleichen Jahr zog er nach Nashville, wo er Mitglied der Grand Ole Opry wurde. Musizierend, Geschichten erzählend und Späße reißend wurde er schnell zu einem der populärsten Stars. Über Jahrzehnte war sein Name untrennbar mit der legendären Radioshow verbunden.
1952 wechselte er zu RCA-Victor, 1956 zu DECCA. Seinen größten Hit hatte er 1962 mit dem Jimmie-Rodgers-Song T for Texas. Ab 1969 gehörte er zur festen Besetzung der Hee-Haw-Fernsehshow, in der Country-Musik und Spaß geboten wurde. Als schlagfertiger Opa wurde er so über die Country-Szene hinaus landesweit bekannt; seine Popularität erreichte in diesen Jahren ihren Höhepunkt. Seit den 1950er-Jahren trat er vielfach mit David Akeman („Stringbean“) auf, mit dem ihn eine langjährige Freundschaft verband.
Grandpa Jones war bis in die achtziger Jahre hinein aktiv. Er galt als wichtigster Vertreter einer traditionsorientierten Musik. Er gehörte zu den treibenden Kräften hinter der Association of Country Entertainers ACE, die sich in den siebziger Jahren dem Trend hin zur Pop-Musik erfolglos entgegenstemmte. 1978 wurde Jones in die Country Music Hall of Fame aufgenommen.
Grandpa Jones starb am 19. Februar 1998 im Alter von 84 Jahren.

## Diskografie

### Alben
- 1957: Sacred Songs
- 1959: Grandpa Jones (All American Boy)
- 1959: Grandpa Jones-Strictly Country Tunes
- 1962: Grandpa Jones Makes the Rafters Ring
- 1963: An Evening with Grandpa Jones
- 1963: Grandpa Jones’ Yodeling Hits
- 1963: Rollin’ Along with Grandpa Jones
- 1964: Grandpa Jones Sings Real Folk Songs
- 1966: Grandpa Jones (Remembers The Brown’s Ferry Four)
- 1968: Everybody’s Grandpa
- 1969: Grandpa Jones Sings Hits from Hee Haw
- 1970: Pickin’ Time
- 1972: Grandpa Jones Live
- 1974: What’s for Supper
- 1977: 16 Greatest Hits
- 1979: Grandpa Jones’ Family Album
- 1981: Family Gathering
- 1984: The Hee-Haw Gospel Quartet

### Singles
| Jahr | Titel Album            | Höchstplatzierung, Gesamtwochen, AuszeichnungChartsChartplatzierungen (Jahr, Titel, Album, Platzierungen, Wochen, Auszeichnungen, Anmerkungen) | Anmerkungen |
| Jahr | Titel Album            | Country | Anmerkungen |
| ---- | ---------------------- | --- | ----------- |
| 1959 | The All-American Boy – | Country21 (2 Wo.)Country |             |
| 1962 | T for Texas –          | Country5 (16 Wo.)Country |             |

Weitere Singles
- 1944: It’s Raining Here This Morning
- 1946: Eight More Miles To Louisville
- 1947: Mountain Dew
- 1947: Old Rattler
- 1963: Night Train To Memphis